# Otterburn (North Yorkshire)
Otterburn is een civil parish in het bestuurlijke gebied Craven, in het Engelse graafschap North Yorkshire.